# San Antonio Spurs 2008-2009
La stagione 2008-09 dei San Antonio Spurs fu la 33ª nella NBA per la franchigia.
I San Antonio Spurs vinsero la Southwest Division della Western Conference con un record di 54-28. Nei play-off persero al primo turno con i Dallas Mavericks (4-1).

## Classifica
Southwest Division
|  |    |                       | G  | V  | P  | %    | GB |
|  | -- | --------------------- | -- | -- | -- | ---- | -- |
|  | 1. | San Antonio Spurs (3) | 82 | 54 | 28 | 65,9 | -  |
|  | 2. | Houston Rockets (5)   | 82 | 53 | 29 | 64,6 | 1  |
|  | 3. | Dallas Mavericks (6)  | 82 | 50 | 32 | 61,0 | 4  |
|  | 4. | N.O. Hornets (7)      | 82 | 49 | 33 | 59,8 | 5  |
|  | 5. | Memphis Grizzlies     | 82 | 24 | 58 | 29,3 | 30 |

## Roster
| N° | Naz.                   | Ruolo | Sportivo          | Anno | Alt. | Peso |
| -- | ---------------------- | ----- | ----------------- | ---- | ---- | ---- |
| 1  | Stati Uniti (bandiera) | G     | Malik Hairston    | 1987 | 198  | 100  |
| 2  | Stati Uniti (bandiera) | A     | Marcus Williams   | 1986 | 201  | 93   |
| 3  | Stati Uniti (bandiera) | G     | George Hill       | 1986 | 188  | 82   |
| 4  | Stati Uniti (bandiera) | GA    | Michael Finley    | 1973 | 201  | 98   |
| 5  | Stati Uniti (bandiera) | A     | Ime Udoka         | 1977 | 198  | 98   |
| 7  | Argentina (bandiera)   | A     | Fabricio Oberto   | 1975 | 208  | 111  |
| 8  | Stati Uniti (bandiera) | G     | Roger Mason       | 1980 | 196  | 91   |
| 9  | Francia (bandiera)     | G     | Tony Parker       | 1982 | 188  | 82   |
| 11 | Stati Uniti (bandiera) | G     | Jacque Vaughn     | 1975 | 185  | 86   |
| 12 | Stati Uniti (bandiera) | A     | Bruce Bowen       | 1971 | 201  | 84   |
| 15 | Stati Uniti (bandiera) | A     | Matt Bonner       | 1980 | 208  | 109  |
| 18 | Stati Uniti (bandiera) | G     | Blake Ahearn      | 1984 | 188  | 86   |
| 20 | Argentina (bandiera)   | G     | Emanuel Ginóbili  | 1977 | 198  | 95   |
| 21 | Stati Uniti (bandiera) | AC    | Tim Duncan        | 1976 | 211  | 112  |
| 22 | Stati Uniti (bandiera) | A     | Austin Croshere   | 1975 | 206  | 107  |
| 33 | Stati Uniti (bandiera) | G     | Desmon Farmer     | 1981 | 196  | 100  |
| 35 | Stati Uniti (bandiera) | C     | Anthony Tolliver  | 1985 | 203  | 109  |
| 40 | Stati Uniti (bandiera) | A     | Kurt Thomas       | 1972 | 206  | 104  |
| 54 | Regno Unito (bandiera) | G     | Pops Mensah-Bonsu | 1983 | 206  | 109  |
| 90 | Stati Uniti (bandiera) | A     | Drew Gooden       | 1981 | 208  | 104  |

## Staff tecnico
- Allenatore: Gregg Popovich
- Vice-allenatori: Mike Budenholzer, Brett Brown, Chip Engelland, Chad Forcier, Don Newman